# Референдум за независимост на Шотландия
Референдумът за независимостта на Шотландия се провежда на 18 септември 2014 г.
Референдумът е с историческо значение. Шотландия е част от Великобритания от сключването на историческия съюз с Англия през 1707 г.
Първите наченки за възстановяването на независимостта датират от далечната 1930 г., благодарение на появата на Шотландската национална партия. Тогава тя иска само по-голяма автономия в рамките на единната държава – Великобритания. 